# Alexander Joppich
Alexander Joppich (* 19. Jänner 1995 in Hall in Tirol) ist ein österreichischer Fußballspieler.

## Karriere

### Verein
Joppich begann seine Fußballerkarriere beim FC Volders. Von dort wechselte er zum FC Wacker Innsbruck in den Jugendbereich, danach durchlief er die Innsbrucker Nachwuchsakademie bis zur U-18. Von dort kam er zu den Amateuren des Vereins, die in der Regionalliga West spielen. Nach einem Jahr beim FC Augsburg, bei dem er in der Jugend und der zweiten Mannschaft kaum Berücksichtigung fand, wechselte er zum FC Liefering in die zweithöchste österreichische Fußballklasse.
Im Sommer 2016 wechselte er zum Ligakonkurrenten SC Austria Lustenau. Zur Saison 2018/19 kehrte er zur inzwischen zweitklassigen Zweitmannschaft des FC Wacker Innsbruck zurück.
Zur Saison 2019/20 rückte er in den Kader der ersten Mannschaft von Wacker Innsbruck. Für diese kam er insgesamt zu 71 Zweitligaeinsätzen. Das finanziell gebeutelte Wacker konnte im April 2022 die Gehälter der Spieler nicht mehr bezahlen, woraufhin es den Spielern frei stand, den Klub zu verlassen. Joppich machte von diesem Recht Gebrauch und beendete den Vertrag Anfang Mai 2022 vorzeitig.
Daraufhin wechselte er dann zur Saison 2022/23 zum vormaligen Ligakonkurrenten SV Horn, bei dem er einen bis Juni 2024 laufenden Vertrag erhielt. Für Horn machte er 51 Zweitligaspiele. Zur Saison 2024/25 kehrte er zum mittlerweile viertklassigen FC Wacker Innsbruck zurück.

### Nationalmannschaft
Alexander Joppich spielte neun Mal für das österreichische U-19-Nationalteam, davon drei Spiele bei der U-19-Fußball-Europameisterschaft 2014. Mit der Mannschaft erreichte er das Halbfinale.